# Hans Windeck

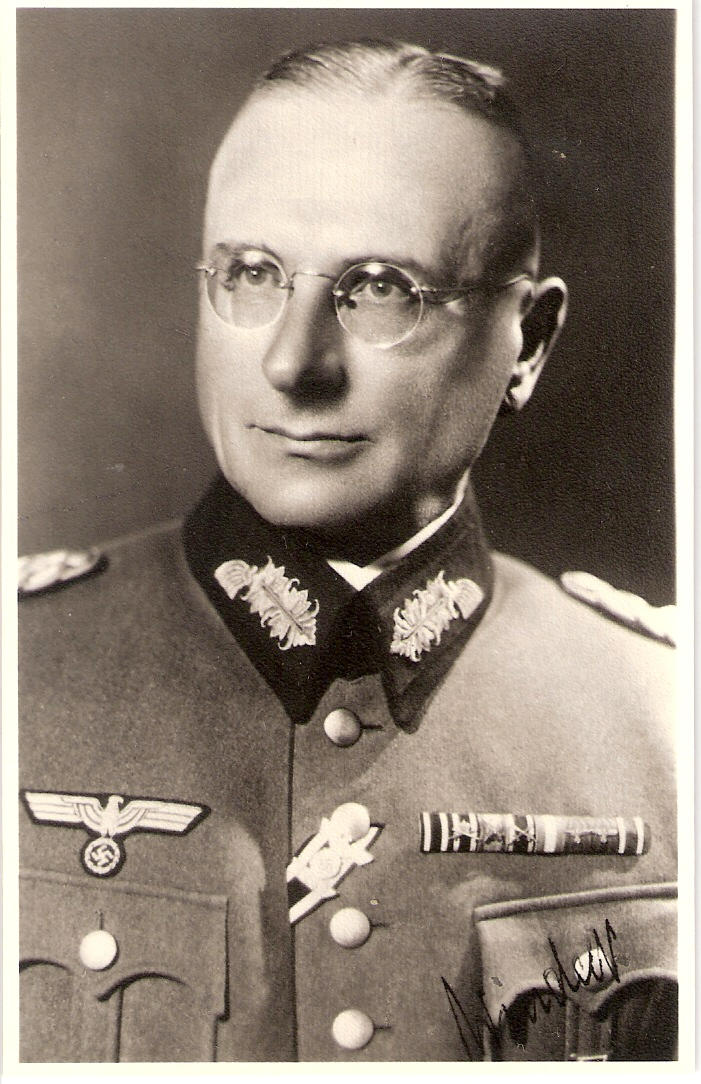
Hans Windeck, 1943

Hans Edmund Otto Arthur Windeck (* 13. Januar 1888 in Berlin-Schöneberg; † 19. Juni 1979 in Herford) war ein deutscher Generalleutnant im Zweiten Weltkrieg.

## Familie
Windeck entstammte einer seit dem fünfzehnten Jahrhundert im niederschlesischen Goldberg nachgewiesenen Bürgerfamilie. Sein Großvater war Rittergutsbesitzer auf Suckau im Kreis Glogau/Niederschlesien. Er wurde als zweiter Sohn des damaligen preußischen Premierleutnants im Füsilier-Regiment „Königin“ (Schleswig-Holsteinisches) Nr. 86 Richard Windeck (1856–1903) und seiner Frau Elise Berringer (1863–1912) aus Rostock in der damaligen Schöneberger Vorstadt von Berlin geboren. Seine Paten waren der spätere Reichstagsabgeordnete Hans Linck und der spätere Generalleutnant Freiherr Arthur von Gillern. Er hatte drei Brüder und zwei Schwestern; eine Schwester verstarb im Kindesalter, alle drei Brüder sind im Ersten Weltkrieg gefallen.
Er war zweimal verheiratet. Aus der ersten Ehe (1922/23) mit Käthe Hagenah hatte er eine Tochter; aus der zweiten Ehe (⚭ 1927) mit Ruth Baals hatte er zwei Söhne und zwei Töchter.

## Leben

### Jugend
Er wuchs zunächst in Flensburg und Rastatt auf, wo sein Vater Dienst tat und trat 1898 in das Kadettenhaus Karlsruhe ein; von dort wechselte er zur Hauptkadettenanstalt über, die er als Selektaner mit der Offiziersprüfung abschloss; er war einer der zehn Jahrgangsbesten, die dem Kaiser vorgestellt worden sind.

### Kaiserreich und Erster Weltkrieg
Im März 1908 wurde er als Leutnant zum Infanterie-Regiment „Graf Werder“ (4. Rheinisches) Nr. 30 versetzt, mit dem er auch am Ersten Weltkrieg teilnahm. Im ersten Gefecht bei Mercy-le-Haut (Frankreich) im Rahmen der Eroberung von Ligny wurde er als Bataillonsadjutant schwer verwundet; zeitgleich fiel sein siebzehnjähriger jüngster Bruder, der als Fähnrich erst wenige Tage beim selben Regiment war. Im Februar 1915 wurde er zum Oberleutnant befördert und zum Führer der 10. Kompanie ernannt. Diese führte er in den Kämpfen in den Argonnen und der Herbstschlacht in der Champagne sowie mehrfach in der Schlacht und im Stellungskrieg um Verdun. Als Ordonnanzoffizier bei der 34. Division war er an der Rückeroberung des Forts Douaumont beteiligt. Weitere Stationen waren u. a. Generalstabsoffizier der 29. Division und der Lehrgang für Generalstabsoffiziere sowie ein Einsatz als Flieger-Beobachter. 1917 wurde er zum Hauptmann befördert und übernahm im März 1918 das I. Bataillon seines Stammregiments. Während einer durch die Rekonvaleszenz einer Verwundung bedingten kurzen Abwesenheit wurde sein Bataillon am 6. Oktober 1918 bei den Kämpfen vor der Siegfriedstellung fast vollständig vernichtet aber schon kurz danach als Alarm-Bataillon des Regiments wieder aufgefüllt. 
Nach dem Waffenstillstand wurde sein Regiment in Delitzsch demobilisiert. Gegen den Willen seines Regimentskommandeurs aber mit voller Unterstützung des Divisionskommandeurs Generalmajor Teetzmann folgte er dem Aufruf der provisorischen Reichsregierung Ebert, Freiwilligenverbände aufzustellen, und stellte eine verstärkte gut ausgerüstete Kompanie von ca. 150 Mann aus allen Teilen der Division auf, wovon allein 58 Mann aus seinem Bataillon kamen. Mit dieser schloss er sich am 21. Dezember 1918 dem Freikorps des Obersten Ernst Hasse, dem späteren Reichswehrregiment Hasse als 8. Kompanie an. Die Kompanie wurde zum Schutz der Wahlen zur Nationalversammlung in Berlin-Wedding eingesetzt und im Untersuchungsgefängnis Moabit untergebracht. Später folgten Einsätze zum Schutz Schlesiens. Als zu Beginn 1920 die Vorläufige Reichswehr verkleinert wurde und das Regiment im Februar aufgelöst wurde, beteiligte er sich wie viele entlassene Soldaten am 13. März am Kapp-Putsch; sein Einsatz war kurz.

### Weimarer Republik
1920 trat er als Polizei-Hauptmann in die preußische Schutzpolizei in Kiel ein und wurde Referent beim Regierungspräsidium in Schleswig-Holstein in Schleswig; u. a. leitete er 1921 den zeitweiligen Einsatz der Polizei in Helgoland, als es dort Bestrebungen gab, wieder an Großbritannien angeschlossen zu werden. Weitere Stationen als Schutz-Polizeichef waren Cottbus, Mönchen-Gladbach und Dortmund-Nord. Am 1. April 1931 wurde er zur Polizeischule in Brandenburg an der Havel versetzt, zunächst als Abteilungschef, dann als stellvertretender Schul-Kommandeur.

### Zeit des Nationalsozialismus

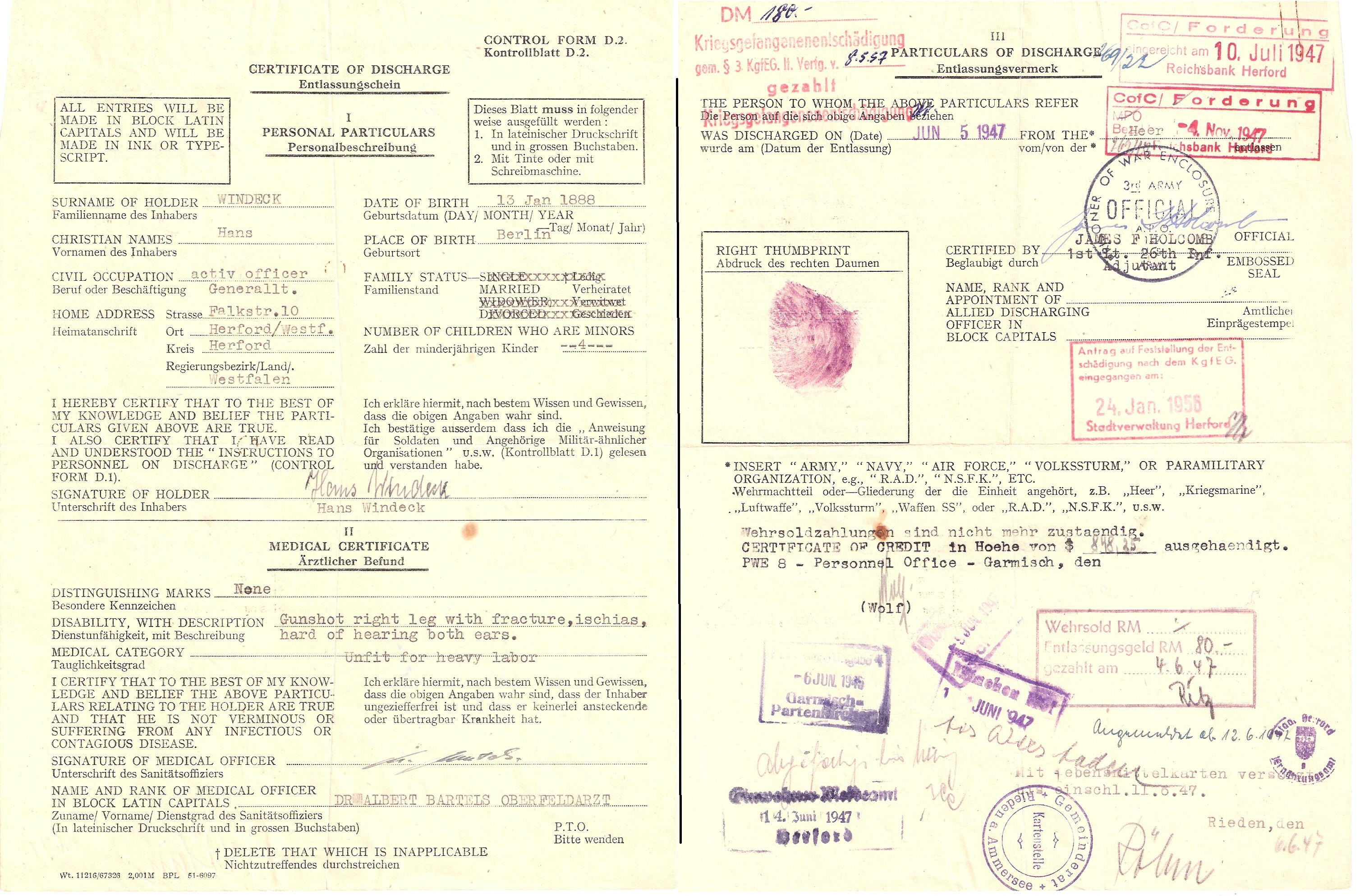
Entlassungsschein aus der amerikanischen Kriegsgefangenschaft

Nach der Verkündung der Wehrhoheit wurde er 1935 als Oberstleutnant in die Wehrmacht übernommen und tat Dienst zunächst als Bataillonskommandeur im Infanterieregiment Paderborn (später: Infanterie-Regiment 18), danach als stellvertretender Regimentskommandeur in Detmold. Am 20. April 1936 wurde er zum Oberst befördert und übernahm am 18. Januar 1937 das Infanterie-Regiment 58 der 6. Infanterie-Division in Herford, das er auch in die ersten Einsätze des Zweiten Weltkrieges im Westen führte. Ab November 1939 wurde er mit der Aufstellung der 198. Infanterie-Division beauftragt; danach wurde er zum Kommandanten von Kalisch ernannt, von diesem Posten wurde er auf eigenen Wunsch abgelöst und erhielt im Februar die Führung der Division Nr. 402. Am 16. März 1940 wurde er zum Generalmajor ernannt. Am 20. Juni übernahm er die 152. Division in Stettin und wurde am 16. März 1942 zum Generalleutnant befördert. Mit seiner Versetzung  am 13. März 1944 als Kommandeur der Division z. b. V. 540 in Brünn war er Wehrmachtbefehlshaber von Mähren. Am 31. März 1945 wechselte er als General z. b. V. (Stellvertreter) des Wehrmachtsbevollmächtigten im Protektorat Böhmen und Mähren nach Prag und leitete in dieser Funktion nach Abgang seines Vorgesetzten am 8./9. Mai den Rückzug der deutschen Truppen und Flüchtlinge aus Prag nach Pilsen.

### Nachkriegszeit
Am 9. Mai 1945 begab Windeck sich in Pilsen in amerikanische Kriegsgefangenschaft, aus der er nach Aufenthalten in den Lagern Landshut, Dachau und im Generals-Lager Garmisch-Partenkirchen am 5. Juni 1947 nach Herford zu seiner Familie entlassen wurde. Zunächst stand er unter Aufsicht der britischen Besatzungsmacht. Er erlernte den Beruf des Kaufmanns und war als Handelsvertreter für die in und um Herford zahlreichen Möbelfabriken tätig.
Er war Mitbegründer und langjähriger Vorsitzender des Verbandes deutscher Soldaten (VdS) in Herford; ebenso gehörte er zeitweilig für die FDP dem Stadtrat an.

### Übersicht der Beförderungen
- 13. August 1898 Kadett
- 19. März 1908 Leutnant
- 25. Februar 1915 Oberleutnant
- 16. September 1917 Hauptmann
- 15. Juni 1920 Polizei-Hauptmann
- 1. April 1926 Polizei-Major
- 21. Juli 1934 Polizei-Oberstleutnant
- 15. Oktober 1935 Oberstleutnant (Wehrmacht)
- 20. April 1936 Oberst
- 16. März 1940 Generalmajor
- 16. März 1942 Generalleutnant

## Auszeichnungen
- Eisernes Kreuz (1914) II. Klasse am 25. September 1914
- Eisernes Kreuz (1914) I. Klasse am 5. Oktober 1915
- Ritterkreuz II. Klasse des Ordens vom Zähringer Löwen mit Eichenlaub und Schwertern am 4. Januar 1918
- Ritterkreuz des Königlichen Hausordens von Hohenzollern mit Schwertern am 1. September 1918
- Verwundetenabzeichen (1918) in Schwarz am 10. August 1918
- Schlesisches Bewährungsabzeichen II. Klasse am 2. Juli 1919
- Schlesisches Bewährungsabzeichen I. Klasse am 23. Juli 1919
- Ehrenkreuz für Frontkämpfer mit Schwertern am 10. Januar 1935
- Wehrmacht-Dienstauszeichnung IV. bis I. Klasse am 2. Oktober 1936
- Spange zum Eisernen Kreuz II. Klasse am 23. Oktober 1939
- Westwallmedaille am 28. Februar 1941
- Kriegsverdienstkreuz (1939) II. Klasse mit Schwertern am 4. Juli 1940
- Kriegsverdienstkreuz (1939) I. Klasse mit Schwertern am 30. Januar 1942